# Harpanthus flotovianus
Harpanthus flotovianus là một loài rêu tản trong họ Geocalycaceae. Loài này được (Nees) Nees miêu tả khoa học lần đầu tiên năm 1836.